# Fredrik Hjalmar Johansen
Fredrik Hjalmar Johansen (Skien, 15 maggio 1867 – Oslo, 4 gennaio 1913) è stato un esploratore norvegese.

## Artide
Nel 1893-1896, tenente della riserva dell'esercito, partecipa alla spedizione di Fridtjof Nansen al Polo Nord a bordo della nave Fram. Pur di essere presente accetta il ruolo di conducente; durante la spedizione svolgerà anche la funzione di aiuto meteorologo. Il 14 marzo 1895 decide con Nansen di proseguire con gli sci verso il Polo Nord geografico, distante 770 chilometri, mentre il resto dell'equipaggio rimane sulla nave, bloccata dal pack. Utilizzano tre slitte che trasportano anche due kajak, con un peso complessivo di 663 kg, trainate da 28 cani . L'8 aprile 1895 decidono di interrompere l'avanzata verso nord, a causa delle condizioni della banchisa, impraticabile; sono costretti a passare l'inverno nella terra di Francesco Giuseppe, in condizioni climatiche proibitive, con temperature che raggiunsero spesso i - 40° C, nutrendosi per lo più della carne degli orsi che girovagavano nei dintorni, e molto raramente di carne di tricheco. Il 27 giugno 1896  giungono a Cap Flora alla base della spedizione britannica di Frederick George Jackson. A bordo della nave Windward, il 13 agosto approdano in  Norvegia dove sono accolti come eroi. Il 26 agosto anche la Fram, al comando di Otto Sverdrup, raggiunge la Norvegia.
Johansen è promosso capitano di fanteria, ma il ruolo non gli interessa. È un forte bevitore e lascia l'esercito. Riesce a disintossicarsi durante la sua permanenza a Spitzbergen tra il 1907 ed il 1909.

## Antartide
Nel 1910 partecipa alla spedizione antartica di Roald Amundsen. Nel tentativo di anticipare Scott, Amundsen decide di lasciare Framheim troppo presto ed il gruppo deve rientrare al campo base a causa del peggioramento delle condizioni meteo. Amundsen prende la migliore muta di cani, Johansen e Kristian Prestrud, già colpiti da un principio di assideramento, rimangono indietro senza tende né mezzi per sciogliere la neve. Johansen si prende cura del più inesperto Prestrud e riesce a salvarlo da morte certa senza un rilevante aiuto da parte dei compagni. Tornato al campo ha un violento scontro con Amundsen che reagisce escludendolo dal successivo team per il Polo ed assegnandogli un'esplorazione minore nelle terra di re Edward VII, sotto il comando dello stesso Prestrud.

## Ritorno in Norvegia
Al ritorno in Norvegia Roald Amundsen fa firmare all'intero equipaggio un contratto dove impone il silenzio sull'intera spedizione. Vuole infatti essere il solo a poter scrivere un libro che racconti l'avventura. Johansen deve sbarcare prima di raggiungere Oslo ed Amundsen non riconoscerà mai il suo contributo alla spedizione. Johansen si suiciderà nel 1913.

## Considerazioni
Hjalmar Johansen era un uomo di carattere semplice che aiutava i compagni grazie alla sua resistenza fisica e alla conoscenza delle regioni polari. Senza di lui Fridtjof Nansen sarebbe probabilmente morto alla ricerca del Polo Nord e Amundsen avrebbe visto offuscare il suo successo dalle critiche per aver perso un uomo (o forse più) durante la sua spedizione. Johansen era senza dubbio il più addestrato alla vita polare, ed un ottimo guidatore di slitte, migliore anche dello stesso Amundsen.
Dopo quasi 100 anni dai fatti Fredrik Johansen è riconosciuto come uno dei grandi esploratori polari norvegesi, soprattutto grazie alla biografia del 1997 scritta da Ragnar Kvam: Den tredje mann (Il terzo uomo, in norvegese).